# Chardine Sloof
Chardine Sloof (Waddinxveen, 19 juli 1992) is een in Nederland geboren biatlete die eerst uitkwam voor Nederland en vervolgens voor Zweden. In 2012 behaalde ze de beste prestatie in de Nederlandse biatlongeschiedenis ooit door bij de junioren wereldkampioen te worden.

## Carrière
Ze komt vanaf het seizoen 2015/2016 uit voor Zweden. Hiertoe heeft ze de Zweedse nationaliteit aangenomen, waarbij ze haar Nederlandse nationaliteit behield.
Nadat haar broers, Luciën en Joël, al eerder met biatlonwedstrijden waren begonnen toen ze in 1999 met de familie naar Zweden waren verhuisd, probeerde Chardine Sloof de sport ook een keer, ze vond het leuk en bleek er ook nog eens talent voor te hebben.

### Wereldkampioenschap junioren
In 2008 nam ze voor het eerst deel aan het junioren wereldkampioenschap biatlon. De daarop volgende jaren deed ze elk jaar mee, met elk jaar betere prestaties. Op het junioren wereldkampioenschap van 2011 werd ze 5e op de achtervolging, dit was net geen podiumplaats omdat ze twee fouten in de laatste (staande) schietronde maakte, dit was één fout meer dan haar concurrentes. In 2012 pakte ze de titel op de 12,5 km individueel.

### Wereldbeker
Op 15 januari 2011 debuteerde Chardine Sloof, op 18-jarige leeftijd, in de wereldbeker op de discipline 7,5 km sprint, waarop ze als 81e van de 93 deelnemers eindigde. Haar beste prestaties voor Nederland behaalde ze in seizoen 2013/2014 toen ze drie keer bij de beste 50 eindigde.
Op 16 december 2016 maakte ze haar debuut voor Zweden in de wereldbeker in Nove Mesto. Hier werd ze 92e in de sprint.
Haar eerste wereldbekerpunten behaalde ze enkele weken later in Oberhof door tiende te worden in de sprint. Met een veertiende plaats in de daaropvolgende achtervolging kwalificeerde ze zich bovendien voor het eerst voor de massastart.
Nadat ze de klierkoorts opliep kwam ze het gehele seizoen 2017/2018 niet in actie. Hierdoor was ze ook niet aanwezig bij de Olympische Winterspelen. Op 12 januari 2019 maakte ze haar rentree in de IBU Cup in Duszniki Zdrój waar ze als 18e in de sprint eindige. Op 18 januari 2018 werd ze in Arber op het onderdeel kort individueel(een afgeleide van de individuele afstand) 2e, waardoor ze op het podium stond.

## Resultaten

### Wereldkampioenschappen
| Jaar | Plaats            | Onderdeel   | Onderdeel | Onderdeel     | Onderdeel  | Onderdeel | Onderdeel          |
| Jaar | Plaats            | Individueel | Sprint    | Achtervolging | Massastart | Estafette | Gemengde estafette |
| ---- | ----------------- | ----------- | --------- | ------------- | ---------- | --------- | ------------------ |
| 2012 | Ruhpolding        | 91e         | 114e      | –             | –          | –         | –                  |
| 2013 | Nové Město        | DNF         | DNS       | –             | –          | –         | –                  |
| 2015 | Kontiolahti       | 96e         | DNF       | –             | –          | –         | –                  |
| 2016 | Oslo Holmenkollen | –           | –         | –             | –          | –         | –                  |
| 2017 | Hochfilzen        | –           | 44e       | 57e           | –          | –         | –                  |

### Wereldkampioenschappen junioren
| Jaar | Plaats       | Onderdeel   | Onderdeel | Onderdeel     | Onderdeel |
| Jaar | Plaats       | Individueel | Sprint    | Achtervolging | Estafette |
| ---- | ------------ | ----------- | --------- | ------------- | --------- |
| 2012 | Kontiolahti  | Goud        | 8e        | Goud          | –         |
| 2013 | Obertilliach | –           | 31e       | 26e           | –         |

### Wereldbeker
Eindklasseringen
| Seizoen   | Algemeen | Individueel | Sprint | Achtervolging | Massastart |
| --------- | -------- | ----------- | ------ | ------------- | ---------- |
| 2010/2011 | –        | –           | –      | –             | –          |
| 2011/2012 | –        | –           | –      | –             | –          |
| 2012/2013 | –        | –           | –      | –             | –          |
| 2013/2014 | –        | –           | –      | –             | –          |
| 2014/2015 | –        | –           | –      | –             | –          |
| 2015/2016 | –        | –           | –      | –             | –          |
| 2016/2017 | 54e      | 70e         | 58e    | 59e           | 40e        |

### Seizoenoverzichten
Hieronder volgt per seizoen het overzicht van de resultaten tijdens internationale wedstrijden op het hoogste niveau waarop Sloof kon uitkomen (IBU World Cup).

#### 2019/2020
Voorlopig geen wedstrijden op het hoogste niveau.
Wel actief in de IBU Cup.

#### 2018/2019
Geen wedstrijden op het hoogste niveau.
Wel actief in de IBU Cup. Behaalde de 36e plaats in de eindrangschikking met 200 punten.

#### 2017/2018
Geen wedstrijden door de klierkoorts

#### 2016/2017
- Wereldbeker in Nove Mesto: 92e sprint
- Wereldbeker in Oberhof: 10e sprint, 14e achtervolging, 15e massastart
- Wereldbeker in Ruhpolding: 7e aflossing
- Wereldbeker in Antholz: 37e individueel, 6e aflossing
- Wereldkampioenschap in Hochfilzen: 44e sprint, 57e achtervolging
- Wereldbeker in Pyeongchang: 67e sprint, 4e aflossing
- Wereldbeker in Kontiolahti: 53e sprint, 50e achtervolging

#### 2015/2016
Geen wedstrijden op het hoogste niveau.

#### 2014/2015
- Wereldkampioenschap in Kontiolahti: 96e individueel, niet gefinisht sprint
- Wereldbeker in Antholz: 90e sprint
- Wereldbeker in Ruhpolding: 78e sprint
- Wereldbeker in Oberhof: 76e sprint
- Wereldbeker in Pokljuka: niet gestart sprint
- Wereldbeker in Hochfilzen: 77e sprint
- Wereldbeker in Ostersund: 85e individueel, 92e sprint
- Europees kampioenschap in Otepää: 14e individueel, 52e sprint en 29e achtervolging

#### 2013/2014
- Wereldbeker in Oslo: 63e sprint
- Wereldbeker in Kontiolahti: 85e sprint, 78e sprint
- Wereldbeker in Pokljuka: 70e sprint
- Wereldbeker in Antholz: 43e sprint, 48e achtervolging
- Wereldbeker in Ruhpolding: 60e individueel
- Wereldbeker in Oberhof: 62e sprint
- Wereldbeker in Annecy: 96e sprint
- Wereldbeker in Hochfilzen: 52e sprint, 49e achtervolging
- Wereldbeker in Ostersund: niet gefinisht individueel
- Europees kampioenschap in Nove Mesto: 26e individueel, 16e sprint en 28e achtervolging

#### 2012/2013
- Wereldkampioenschap in Nove Mesto: niet gefinisht individueel, niet gestart sprint
- Junioren wereldkampioenschap in Obertilliach: 31e sprint en 26e achtervolging
- Wereldbeker in Khanty-Mansiysk: individueel,75e sprint
- Wereldbeker in Sotsji: 66e individueel, 68e sprint
- Wereldbeker in Oslo: 76e sprint
- Wereldbeker in Antholz: 73e sprint
- Junioren Europees kampioenschap in Bansko: niet gefinisht individueel

#### 2011/2012
- Wereldkampioenschap in Ruhpolding: 91e individueel, 114e sprint
- Junioren wereldkampioenschap in Kontiolahti:  individueel, 8e sprint en  achtervolging
- Wereldbeker in Nove Mesto: 89e sprint
- Wereldbeker in Ostersund: 78e individueel, 71e sprint
- Junioren Europees kampioenschap in Brezno:  individueel,  sprint en 7e achtervolging

#### 2010/2011
- Jeugd wereldkampioenschap in Nove Mesto: 25e individueel, 9e sprint en 5e achtervolging
- Wereldbeker in Ruhpolding (debuut): 81e sprint
- Junioren Europees kampioenschap in Ridnaun: 20e individueel, 14e sprint en 15e achtervolging

#### 2009/2010
- Jeugd wereldkampioenschap in Torsby: 42e individueel, 8e sprint en 31e achtervolging
- Junioren Europees kampioenschap in Otepää: 47e individueel, 31e sprint en 31e achtervolging

#### 2008/2009
- Jeugd wereldkampioenschap in Canmore: 16e individueel, 32e sprint en 31e achtervolging

#### 2007/2008
- Jeugd wereldkampioenschap in Ruhpolding: 27e individueel, 23e sprint en 41e achtervolging
- Jeugd Europees kampioenschap in Nove Mesto: 53e individueel, 13e sprint en 23e achtervolging